# Lactophrys trigonus
Lactophrys trigonus là một loài cá biển thuộc chi Lactophrys trong họ Cá nóc hòm. Loài này được mô tả lần đầu tiên vào năm 1758.

## Từ nguyên
Từ định danh trigonus được ghép bởi hai âm tiết trong tiếng Latinh: tri ("ba") và gonus ("góc"), hàm ý đề cập đến hình dạng tam giác của loài này khi nhìn từ phía trước.

## Phân bố và môi trường sống
L. trigonus có phân bố rộng rãi ở Tây Đại Tây Dương, từ bang Massachusetts (Hoa Kỳ) và Bermuda trải dài về phía nam, băng qua vịnh México và biển Caribe đến Brasil (bao gồm quần đảo Fernando de Noronha ngoài khơi).
L. trigonus thường sống trên các rạn san hô và thảm cỏ biển, được tìm thấy ở độ sâu đến ít nhất là 50 m.

## Mô tả
Chiều dài cơ thể lớn nhất được ghi nhận ở L. trigonus là 55 cm. Thân màu xanh lục nâu hoặc nâu tanin. Một mảng hoa văn tổ ong viền sẫm sau gốc vây ngực và giữa thân. Những cá thể lớn mất đi các đốm lục giác này, đồng thời phát triển hoa văn dạng lưới trên toàn bộ cơ thể. Cá con màu vàng lục hoặc cam, rải rác những đốm sẫm viền trắng.

## Sinh thái
Thức ăn của L. trigonus là hải miên, hải tiêu, động vật thân mềm, động vật giáp xác và giun nhiều tơ, đôi khi là cả cỏ biển.

## Thương mại
L. trigonus là một loại thực phẩm chất lượng ở vùng Caribe; còn ở Brasil, chúng được khai thác trong hoạt động thương mại cá cảnh.